# Zemětřesení v Egejském moři 2020
K zemětřesení v Egejském moři 2020 o síle 7,0 Mw došlo 30. října 2020 v 11:51 UTC (13:51 místního času) v Egejském moři mezi Řeckem a Tureckem. Konkrétně 12 km severně od řeckého ostrova Samos a 15 km jižně od tureckého poloostrova Karaburun. Hypocentrum leželo v hloubce 21 km. Otřesy následovala vlna tsunami. Celkem zemřelo 116 osob a více než 1 000 lidí bylo zraněno.

## Popis
Mělké zemětřesení vzniklo v eurasijské tektonické desce asi 250 km severně od nejbližšího rozhraní se sousední africkou deskou. Ta se proti euroasijské pohybuje rychlostí asi 10 mm/rok. Vzhledem k výše zmíněné vzdálenosti je toto zemětřesení považováno za tzv. vnitrodeskové. Po něm došlo k řadě dotřesů, zpomalující záchranné práce.
Zpočátku turecká média hovořila o zemětřesení síly 6,6 Mw. Později se ukázalo, že šlo o chybu, zapříčiněnou tureckým Úřadem pro řešení katastrof a mimořádných situací AFAD.

### Tsunami
Přilehlé oblasti Egejského moře zasáhlo malé tsunami, které zaplavilo ulice pobřežních měst. Vydané varování se týkalo ostrovů: Ikaria, Kos, Chios a Samos. Vlny zabily pouze jednu osobu v tureckém okresu Seferihisar.

## Škody
Největší škody otřesy napáchaly v tureckém městě Izmir, nacházející se 60 km severovýchodně od epicentra. Došlo tam ke kolapsu asi 20 budov. Největší škody na řecké straně hlásil ostrov Samos, který byl místu vzniku nejblíž. Ve městě Karlovasi se částečně zřítil velký kostel. Od zemětřesení v Egejském moři v roce 2017 je to poprvé, co došlo v zemi kvůli zemětřesení k úmrtí.

## Oběti
K 6. listopadu zemřelo v Turecku 114 lidí (všichni ve městě Izmir). Dalších tisíc osob bylo zraněno. V Řecku zemřeli dva mladící na ostrově Samos po zavalení zdí.